# Joannes Adrianus Alphonsus Josephus Maria de van der Schueren
Joannes Adrianus Alphonsus Josephus Maria ridder de van der Schueren ('s-Hertogenbosch, 9 november 1876 - Erlangen, 21 januari 1936) was een Nederlands burgemeester.

## Levensloop
De van der Schueren was een telg uit het geslacht De van der Schueren en een zoon van lokaal en provinciaal bestuurder Ludovicus Franciscus Cornelius Hubertus Michaël ridder de van der Schueren (1841-1921) en Marie Hillegonda Charlotte Philippine de Nerée tot Babberich (1846-1924), telg uit het geslacht De Nerée. Hij trouwde in 1921 met Leonie van Claarenbeek (1894-1971), kleindochter van de burgemeester van Ravenstein, R.A.A. van Claarenbeek; ze kregen een zoon. Hij was een broer van Fredericus Maria Alphonsus Josephus ridder de van der Schueren (1878-1965), burgemeester van Raamsdonk en Oosterhout.
De van der Schueren werd ambtenaar ter secretarie van de gemeente Westervoort. In 1912 fungeerde hij daar drie maanden als waarnemend secretaris vanwege ziekte van de burgemeester, tevens scretaris. Bij Koninklijk Besluit van 16 januari 1913 werd hij benoemd tot burgemeester van Ravenstein, een ambt dat hij tot 1923 zou bekleden waarna hij wegens fusie van een aantal gemeenten op wachtgeld werd gesteld. Na aankoop van de Villa "L'abri" te Velp in 1930 op een openbare veiling, woonde hij in die laatste plaats. Hij overleed in de Duitse deelstaat Beieren in 1936 op 59-jarige leeftijd.